# Mitte (Kassel)

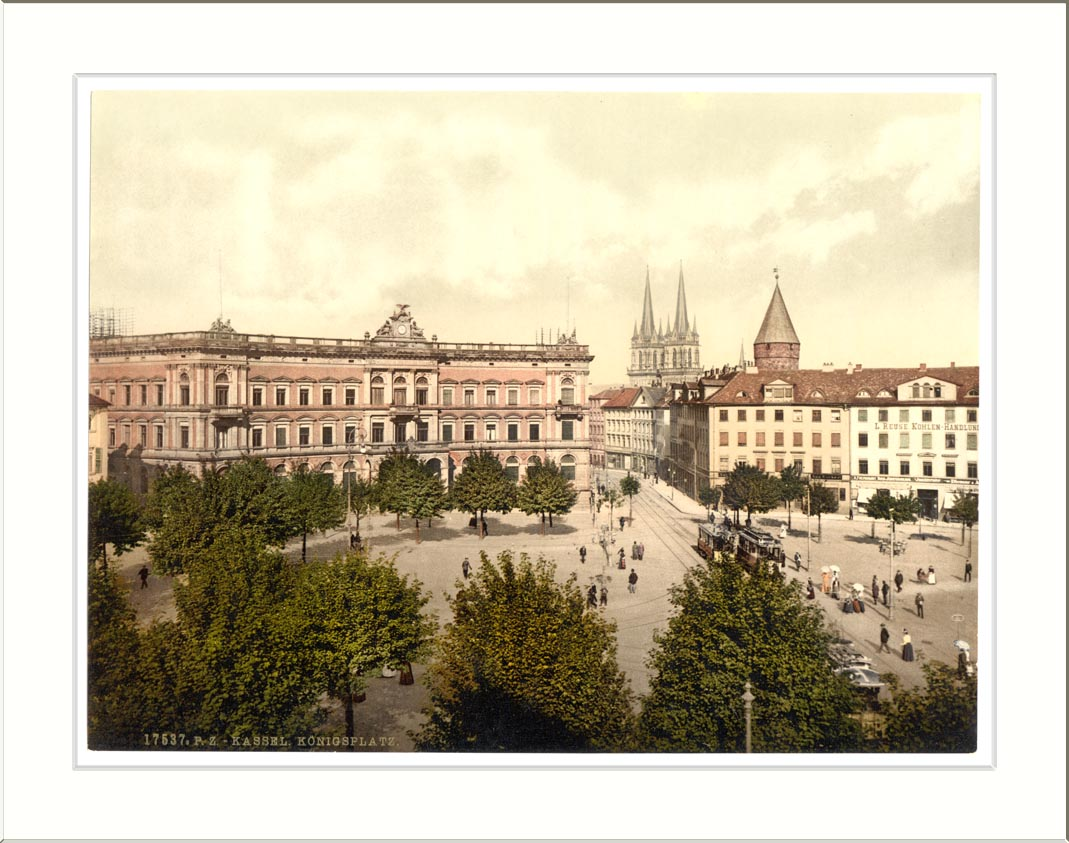
Der Königsplatz im Zentrum Kassels um 1900 (Photochrom)

Der Stadtteil Mitte (ⓘ) umfasst die Innenstadt der nordhessischen Großstadt Kassel.

## Geografie
Der Stadtteil gliedert sich in drei Teile:
- Die eigentliche Innenstadt, die bis zur Schönen Aussicht im Südwesten und bis zum Kulturbahnhof im Norden reicht. Deren südlicher Teil wird auch Oberneustadt genannt.
- das kleinere Wohn- und Geschäftsviertel um Entenanger und Markthalle, das südlich bis an die Fulda mit der Schiffsanlegestelle heranreicht.
- Der westliche und größte Bezirk reicht vom Weinberg im Süden bis zum Kulturbahnhof im Norden.[1]

Die Altstadt von Kassel im heutigen Stadtteil Mitte gehörte vor den Kriegszerstörungen ab 1943 und den Abrissen der Nachkriegszeit zu den bedeutendsten Mitteleuropas. Zentrum der mittelalterlichen Stadt war der Altmarkt. Wenige Gebäude des alten Stadtzentrums sind nach der Bombardierung Kassels erhalten geblieben. Der in den 1950er und 1960er Jahren erfolgte Neuaufbau ist bis heute prägend. Manche Nachkriegsensembles stehen unter Denkmalschutz, etwa an der Treppenstraße.
Seit 1961 wurden Fußgängerzonen eingerichtet. In der Innenstadt entstanden Einkaufszentren wie 1991 die Kurfürstengalerie, 1995 die Königs-Galerie und 2002 City-Point.

## Plätze und Bauwerke
Plätze sind Königsplatz, Friedrichsplatz, Lutherplatz und Brüder-Grimm-Platz.

## Politik

### Ortsbeiratswahl
Die Wahlbeteiligung bei der Ortsbeiratswahl 2021 lag bei 42,08 %.
| Ortsbeiratswahl Mitte 2021Wahlbeteiligung: 42,1 % 50403020100 45,2 %25,2 %15,0 %7,8 %6,9 % GrüneSPDCDUFDPFWGewinne und Verlusteim Vergleich zu 2016 %p 10 8 6 4 2 0 −2 −4 −6+9,6 %p−5,5 %p+1,3 %p−1,9 %p−3,5 %pGrüneSPDCDUFDPFW | Sitzverteilung im Ortsbeirat Mitte 2021Insgesamt 9 Sitze - SPD: 2 - Grüne: 4 - FW: 1 - FDP: 1 - CDU: 1 |

### Wahlen im Stadtteil
| Jahr | Wahl                        | Wbt.  | Grüne | Linke | SPD  | CDU  | AfD  | BSW | FDP  | FW   | Sonst. |
| ---- | --------------------------- | ----- | ----- | ----- | ---- | ---- | ---- | --- | ---- | ---- | ------ |
| 2025 | Bundestagswahl              | 78,2  | 21,1  | 20,0  | 18,9 | 15,9 | 10,6 | 4,9 | 3,8  | 0,8  | 4,0    |
| 2024 | Europawahl                  | 60,0  | 22,3  | 8,5   | 15,8 | 16,6 | 8,0  | 5,0 | 5,1  | 1,2  | 17,5   |
| 2023 | Landtagswahl                | 56,1  | 26,7  | 11,0  | 16,2 | 20,8 | 10,8 | —   | 5,0  | 2,2  | 7,3    |
| 2021 | Bundestagswahl              | 71,5  | 29,9  | 10,5  | 23,6 | 12,5 | 4,3  | —   | 10,5 | 1,2  | 9,0    |
| 2021 | Ortsbeirat                  | 42,1  | 45,2  | —     | 25,2 | 15,0 | —    | —   | 7,8  | 6,9  | —      |
| 2021 | Stadtverordnetenversammlung | 42,1  | 31,9  | 14,1  | 21,6 | 15,2 | 3,7  | —   | 6,8  | 3,0  | 3,6 1  |
| 2016 | Ortsbeirat                  | 13,8  | 35,6  | —     | 30,7 | 13,7 | –    | —   | 9,7  | 10,4 | —      |
| 2011 | Ortsbeirat                  | 37,5  | 35,4  | —     | 36,8 | 22,0 | —    | —   | 5,8  | —    | —      |
| 2011 | Stadtverordnetenversammlung | 37,3  | 27,0  | 7,8   | 33,4 | 22,3 | —    | —   | 3,7  | 1,6  | 4,3 2  |
| 2006 | Ortsbeirat                  | 30,8  | 23,9  | —     | 37,9 | 32,6 | —    | —   | 5,5  | —    | —      |
| 2001 | Ortsbeirat                  | k. A. | 19,3  | —     | 35,0 | 39,4 | —    | —   | 6,3  | —    | —      |

Fußnoten

## Bauwerke
Am Friedrichsplatz befindet sich das Fridericianum, das als Ausstellungsort zeitgenössischer Kunst genutzt wird, die documenta-Halle von Jochem Jourdan und das Staatstheater des documenta-Gründers Arnold Bode. Das documenta Archiv befindet sich im Gebäude der ehemaligen Gerhart-Hauptmann-Schule und heutigen Dock4, das in den 1990er Jahren als Kulturhaus entwickelt wurde.
Im Bereich des Entenangers befindet sich die Markthalle im Marstall, in dem auch das Stadtarchiv untergebracht ist. Neben dem Marstall liegt die Brüderkirche, dem ältesten noch bestehenden Bauwerk der Stadt aus dem 13. Jahrhundert mit Renthofgebäude, das zur Zeit der Frühreformation im einsetzenden 15. Jahrhundert als Kanzleigebäude genutzt wurde.
Der Bereich des Altmarkts, früher der Marktplatz der Stadt, ist von der Martinskirche geprägt, die im Zentrum der Stadt bis in die Neuzeit als Hauptkirche Bedeutung hatte. Auf der gegenüberliegenden Seite der Kurt-Schumacher-Straße steht das 1962 von Walter Grüning erbaute Hansahaus.
Am Lutherplatz befinden sich die zerstörten Rümpfe der Lutherkirche. Südlich davon befand sich das in den 2010er Jahren abgerissene Stadtbad Mitte.